# 밀양댐
밀양댐(密陽dam)은 경상남도 밀양시 단장면 고례리에 위치한 다목적 댐이다. 밀양시 단장면 고례리, 양산시 원동면 선리, 울산광역시울주군 이천리에 걸친 밀양강 수계에 속하며, 1991년 11월 착공되어 2001년 11월 완공되었다. 콘크리트표면차수벽형 석괴식댐으로, 댐의 길이는 535m, 높이는 89m에 달한다.

## 개요
- 하천명 : 낙동강 · 밀양강 수계 단장천
- 위치 : 경상남도 밀양시 단장면 고례2길 79-10
- 높이 : 89m
- 길이 : 535m
- 유역면적 : 95.4km2
- 수계 점유율 : 0.4%
- 저수면적 : 2.2km2

## 같이 보기
- 낙동강
- 밀양강
- 단장면